# نظام شایسته‌گرا
نظام شایسته‌گرا به روندی اطلاق می‌شود که در آن ارتقاء و استخدام کارمندان و کارگران دولت بر مبنای توانایی‌ها و مهارت‌های آنان است، نه بر مبنای ارتباطات سیاسی‌شان. نقطهٔ مقابل آن سیستم تاراج است.